# 北京之战 (1900年)
北京之战，或史称北京解围战，是1900年8月14日—15日八国联军在义和团运动期间為北京东交民巷外国公使馆解围的战役；此戰爭為八国联军之役的一部分。从6月20日起，义和团军队和清帝國军队就包围了北京城内奥匈帝国、比利時、英国、法兰西、意大利、德意志帝国、日本、荷兰、俄罗斯帝国、西班牙和美国公使馆内的外国外交官、市民、駐軍。

## 背景
由英国海军中将爱德华·霍巴特·西摩尔统领的2,000多名水兵和海军陆战队发起的第一次解公使馆之围的尝试于6月26日被激烈抵抗所击退。
8月4日，八国联军第二次的援军投入更多兵力，从天津向北京进军。联军由来自以下国家的22,000名士兵组成：
- 日本——10,000人；
- 俄罗斯——4,000人（步兵、哥萨克和炮兵）；
- 英国——3,000人（主要是印度步兵、骑兵和炮兵部队）；
- 美国——2,000人（士兵和海军陆战队，配备大炮）；
- 法国——800人（印度支那大炮旅）；
- 德国——200人；
- 奥地利——100人；
- 意大利——100人。[1]

其他资料称军队为18,000人。

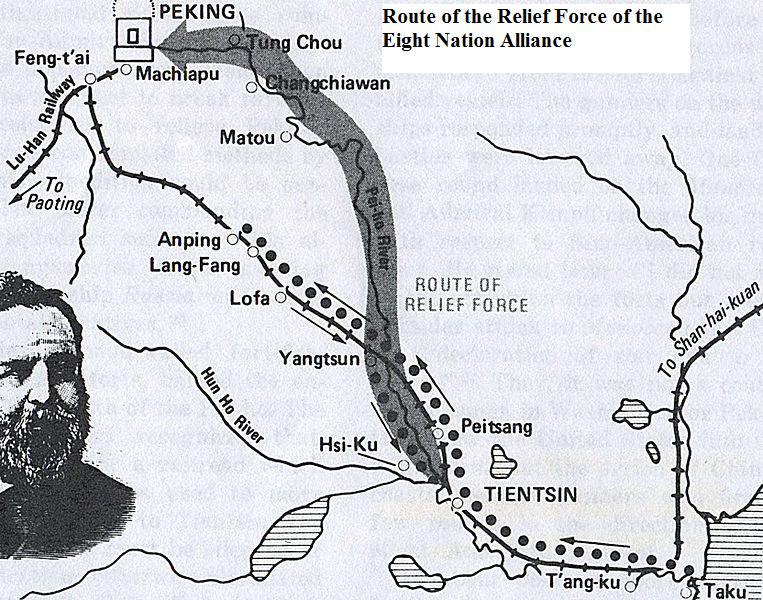
1900年8月八国联军解北京公使馆之围路线。

联军在8月5日和6日分别在北仓之战和杨村之战击败中国军队，于12日到达距北京14英里的通州。
英、美、日统帅想在13日推进攻打北京，但俄军统帅说他需要多一天准备，于是13日被用来勘察和休整。

## 目的
联军的目的是杀出一条进入北京的路，前往东交民巷使馆区救出自6月20日起被中方包围的900名外国人。

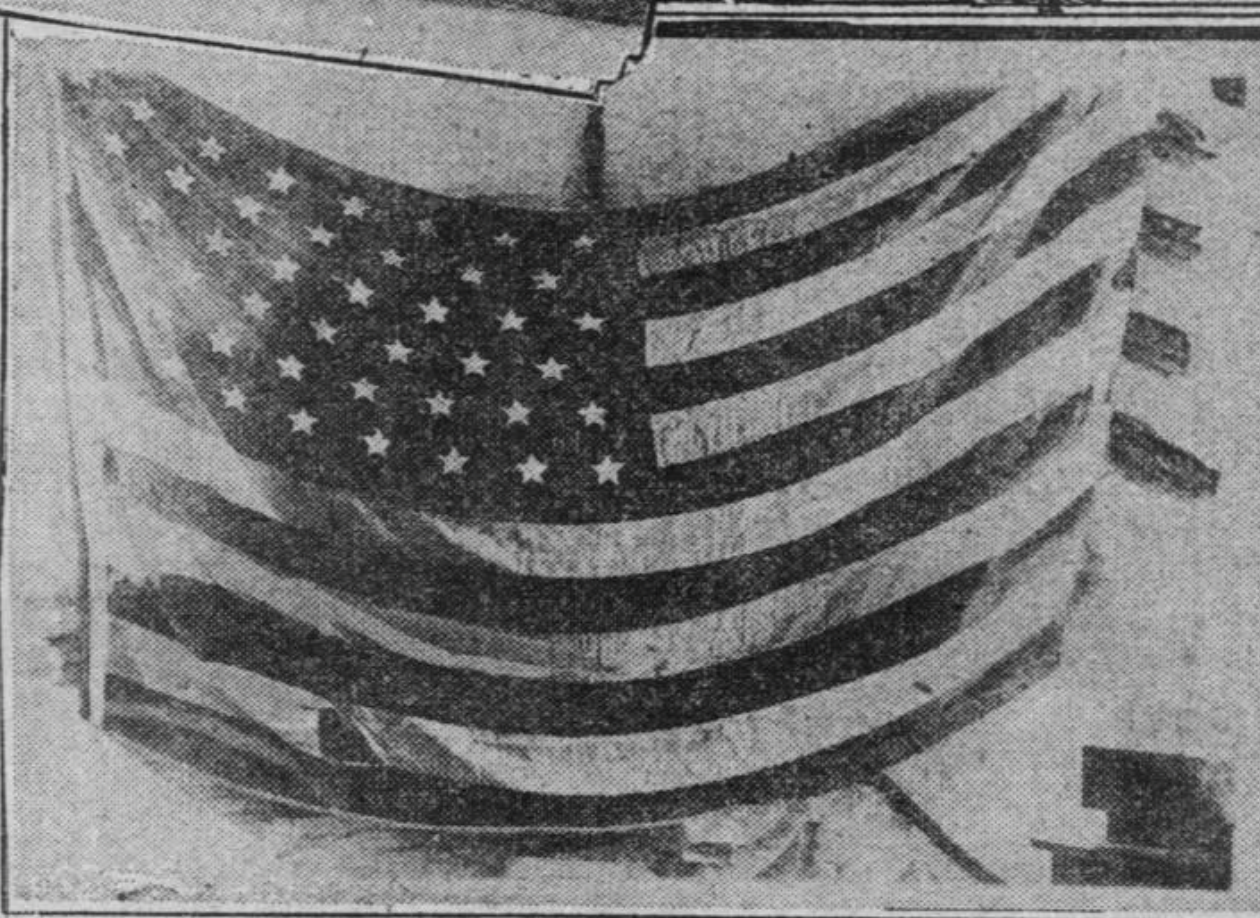
幸存者升起美国国旗，向盟军表明他们还活着

北京有难以对付的防御工事。北京被21英里长的城墙包围，有16座门。围繞内城的墙高40英尺，顶端宽40英尺。毗连的外城高30英尺。虽然很多人因拳民和中外军队在使馆区的交战已经逃离了，城墙之间還是留下大约100,000的人口。
13日夜联军推进到距离城墙大约5英里的位置时，他们能听到城内大炮和輕武器的声音。他们害怕自己迟来了一天而未能拯救同胞。
援军不知道2,800名赤贫的中国基督徒正在使馆区与外国人一同避难，也不知道距离使馆区3英里的北堂也遭到圍攻。罗马天主教会的北堂自6月15日起已被拳民及清軍包围。守卫教堂的是28名外国神父和修女、43名法兰西和意大利士兵和3,400名中国天主教徒。在北堂避难的人们已死了数百，主要死于饥饿、疾病和在围墙下被引爆的地雷。被围期间使馆区的900名外国人有66人身亡，150人受伤。中国基督徒的伤亡则未被记录。

## 战斗

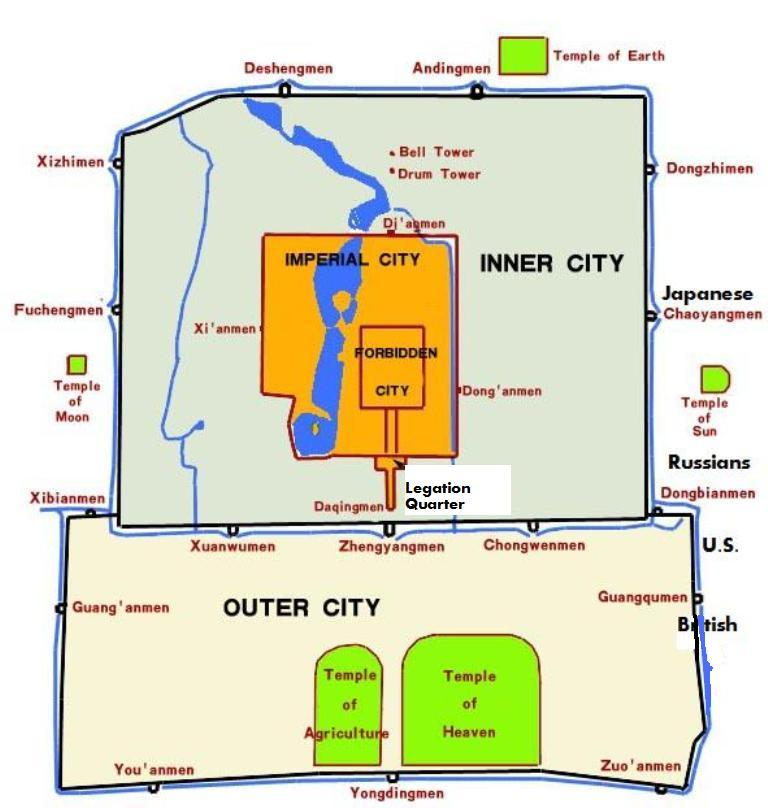
1900年北京被很多城门的高墙包围。14日早晨外国军队的位置在地图上标明。日、俄、英军通过城门杀入城中。美军翻墙。

四国军队统帅同意各自攻打不同的城门。俄军負責攻打最北的东直门，日军攻打从东直门往南数第一个门齐化门（朝阳门），美军攻打东便门；英军攻打最南的沙窝门（广渠门）。法军显然被排除在计划外。
美军負責的城门距使馆区最近，有最好的机会最先到达公使馆。但俄军破坏了计划，虽然不清楚是否有意。一支前行的俄军在14日凌晨3点到了美军攻打的东便门，在门外杀死30名中国士兵，用大炮在门上炸出一个洞。进入城门后，在内外门之间的天井内他们却陷入激烈交火，26名俄军阵亡，102人受伤。幸存者被困数小时。

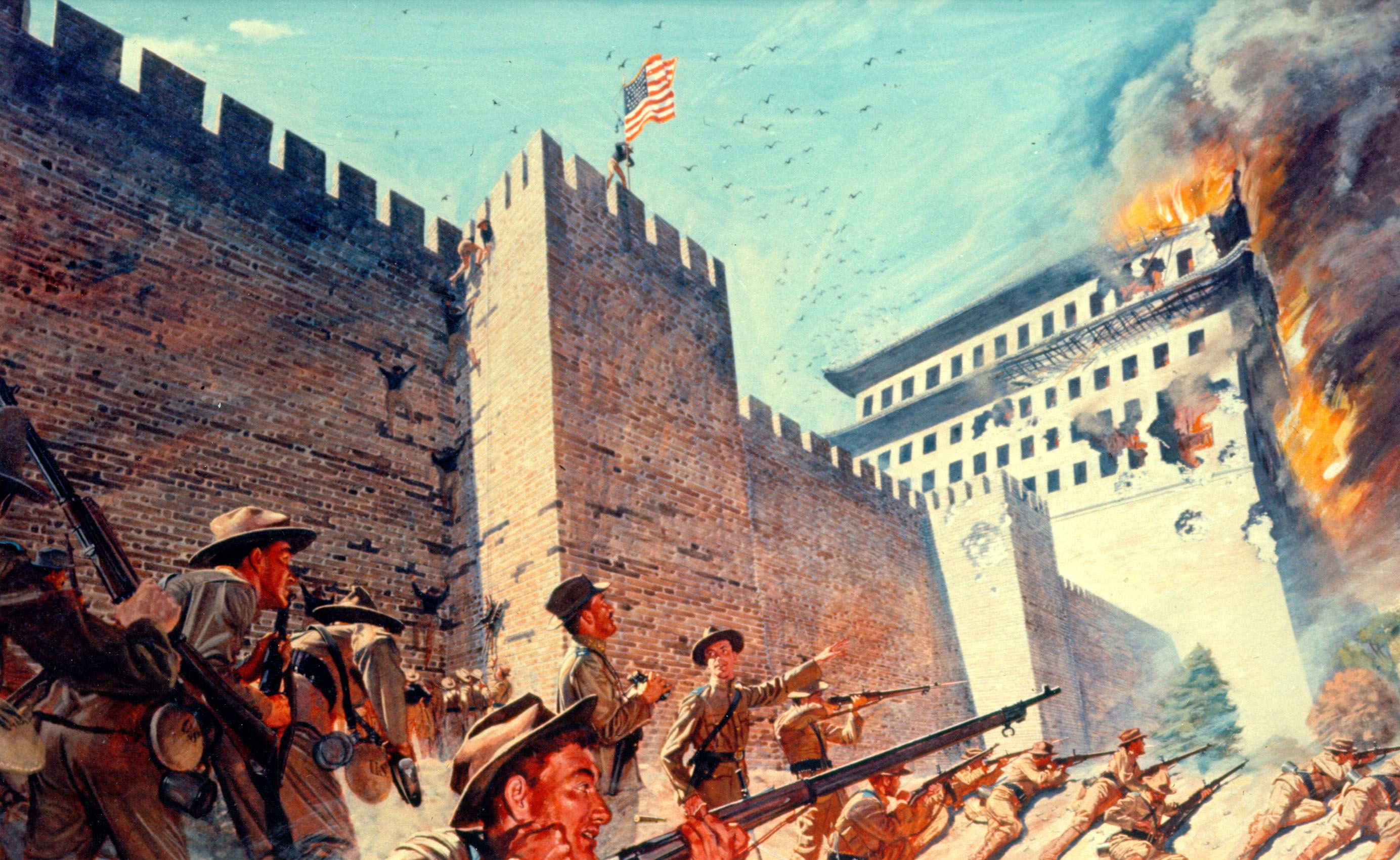
美军第十四步兵團士兵攀登北京東便門附近城墙。號兵卡尔文·珀尔·蒂图斯率先爬到牆頂，其他士兵隨後徒手攀登。右方燃烧的城门描繪中方抵抗俄军。

当天早晨美军到达負責攻打的城门时，发现俄军已经開打，美军于是向南移动200码。到位后，号兵卡尔文·珀尔·蒂图斯请缨先登，成功登上30英尺高的墙，其他美军使用云梯跟進，第九步兵队在早上11:03在外城城墙升起美国国旗。美军在墙头和中国士兵交火，从另一边爬下墙，向西向内城城墙附近的使馆区进发。
同时，日军在負責攻打的东直门遭遇強烈抵抗，于是用炮火轰击城门，最后也阵亡约100人。英军则容易一些，中午到北京，下午2时许攻入沙窝门，幾乎未遭抵抗。美英两军得知最容易进入使馆区的入口是所谓的水门——行经内城城墙下的一条排水管。英军渡过排水管的淤泥，最先进入使馆区，被围人群全都打扮光鲜，欢迎援軍。围攻使馆区的清军士兵打了几枪，打伤一个比利时女人后逃走。当时是14日下午2:30。英军當天除一人死于中暑外，全无伤亡。
大约下午4:30，美军到达使馆区。美军当天的伤亡为1人阵亡、9人受伤，另有1人在翻墙时跌落受重伤。伤兵之一是后来成为将军和同时代最著名海军陆战队士兵的斯梅德利·巴特勒。俄、日、法军当夜趁清军方面的反抗逐渐消失而进入北京。对使馆区的包围结束了。

## 后續
次日（15日）早晨，清军——可能是董福祥的甘军——仍然占据内城的部分城墙和紫禁城。偶有向外国军队的射击。美军统帅阿德納·查菲命美军清掃城墙，占领皇城。在俄军和法军協助下，美军大炮从一系列城墙和城门中炸出一条路进入皇城，在紫禁城城门暂停进军。美军当日伤亡为7人阵亡，29人受伤。阵亡者之一为生于爱尔兰的54岁的著名炮兵亨利·约瑟夫·莱利上尉。
慈禧太后、光緒帝、隆裕皇后和几位朝廷成员在美军撞击紫禁城城墙前几个小时于15日清晨逃离北京。慈禧太后着农妇装扮，与皇室用三辆木制手推车溜出北京。中国官方称她逃往山西省为“西狩”。留在北京与外国人谈判的和藏在紫禁城中的是太后信任的助手们，如统领军队又是她儿时朋友的荣禄。在正阳门，甘军与联军有一场激战。统军的穆斯林将军马福禄与堂兄弟四人在向联军冲锋时阵亡；同时一百名来自他家乡的回族和东乡族穆斯林军队在正阳门激战中阵亡。正阳门之战是对抗英军的。战后，甘肃穆斯林军队如将军马福祥等参与护送太后逃亡。未来的穆斯林将军、后来率穆斯林骑兵在抗日战争中与日军作战的马彪当时在将军马海晏属下作为士兵在义和团拳民中在北京之战中对外国人作战。马海晏在皇室到达最终目的地西安后因劳累而死，其子马麒接手职位。马福兴也在马福禄帐下护卫清朝廷逃亡。这些穆斯林军队被描述为“勇者中最勇敢的，狂热者中最狂热的：这也是为什么皇城的防御会被托付给他们。”
对北堂的解围直到16日才发生。日军偶然在早晨到达教堂，但因为语言不通，他们和被围者都陷入迷茫。不久法军到达，在幸存者的欢呼声中开进教堂。
17日，联军的代表见面，认为“鉴于外国军队进军紫禁城的过程中已遭到中国军队的顽抗”，先前試圖與東門敵軍談判無果，联军如果不採取行動將造成亂局，应该继续战斗直到“北京以及附近村莊的反抗力量全被粉碎”，否則會陷入完全的無政府情況，造成普通居民的災難。他们还宣称“恢復和平最好也是唯一的希望在於粉碎武装抵抗”。
27日，聯軍人數因為德、意、奥匈軍隊抵達和法军大规模增兵而大為增加。聯軍行軍穿越紫禁城，象征性地展示他们完全控制北京；清廷对此抗议，因為這違反了外國人與多數中國人不能進入紫禁城的規矩。由于联军承诺不会占领紫禁城，但如果不允許他们穿越的话就会摧毁紫禁城，清廷屈服。

## 占领

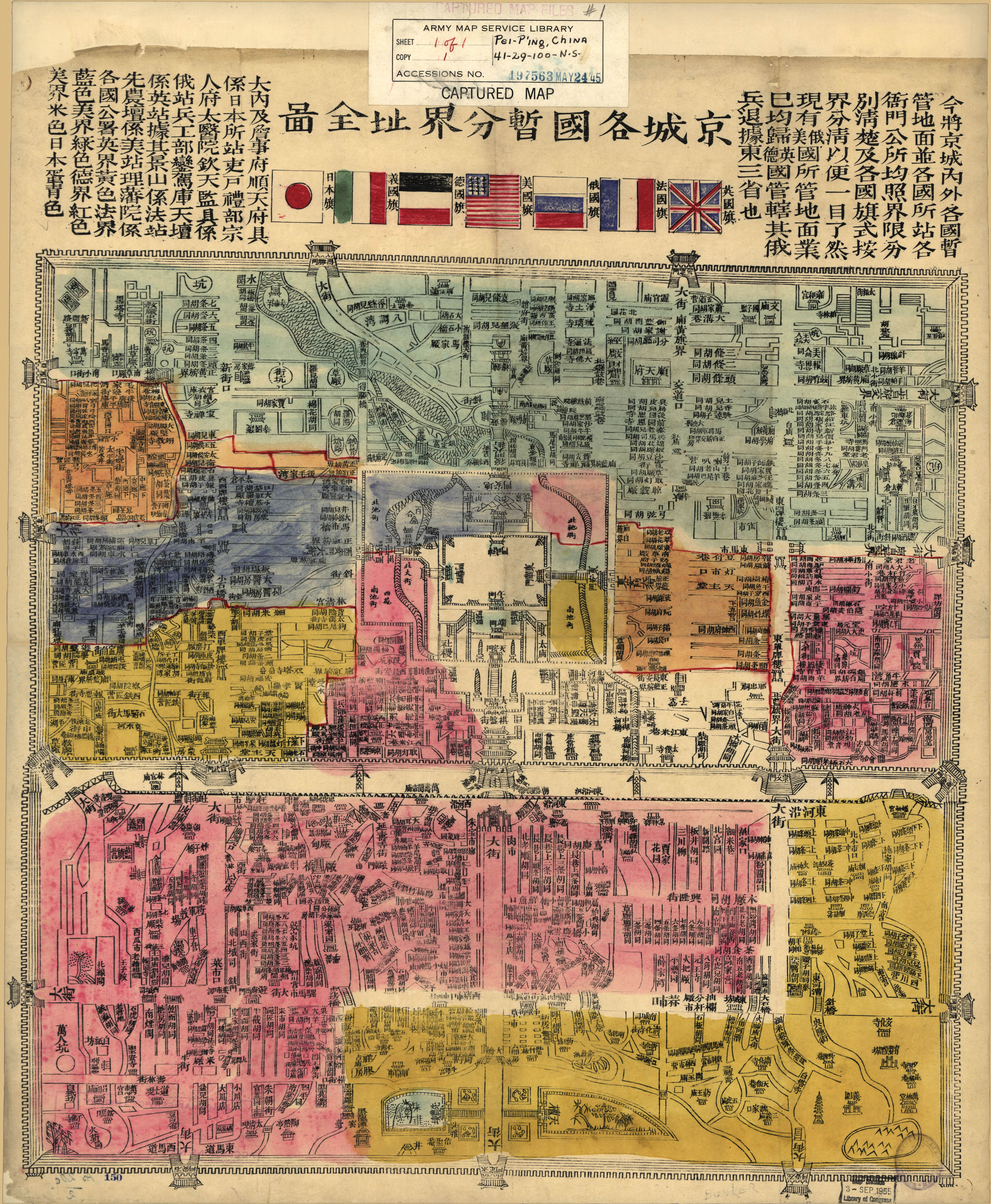
各國分界占領全圖

北京在包围使馆区的战斗后城市遭到严重破坏。一开始拳民已破坏了所有天主教徒的教堂和家，在全城到处放火。包围期间瞄准使馆区和北堂的清军大炮也重创了邻近地区。未被埋葬的尸体在荒废的街道上散乱着。外国军队分区占领北京。每个区域都由一支外国占领军管理。
用一位美国记者的话说，占领北京成为“自皮萨罗以来规模最大的一次掠夺行动”。每个国家都指责其他国家对掠夺负有最大责任。美国传教士卢埃拉·米纳（Luella Miner）声称，“俄罗斯士兵的行为是残暴的，法国人也好不到哪里去，日本人正在肆无忌惮地抢劫和焚烧。”盖斯利注意到抢劫的“不可避免的必要性”，建立了一个制度，除了星期天，每天下午在英国公使馆拍卖所有的抢劫品，由奖金委员会将所得分配给留在城里的英国军队。查菲禁止美国士兵抢劫，尽管美军经常违反这一命令在城市周围劫掠，这使得一位军队牧师抱怨说：“我们反对抢劫的规定完全无效。”
曾被围的市民和传教士因熟悉北京，占了收获最丰的劫掠者的一部分。其中一些劫掠可能是正当的，如天主教主教樊国梁和美国公理会教友梅威良有数百饥饿的中国天主教徒要照顾，需要衣食。但对必需品的劫掠很快被谋求利益的劫掠所取代，广为记者批评，很多人在自身沉迷于劫掠的同时谴责他人的劫掠行为。梅威良及其助手曾帶動美國軍隊在市郊找尋拳民、焚燒農民住宅。梅威良甚至有要求美軍射殺怀疑为拳民者。此舉受到马克·吐温的劇烈批評。北京成千的中国人在聯軍入城前先劫掠，并建立市场出售所得战利品。
八国联盟开始向农村派出军事行动，以抓捕或杀害疑似拳民。在这些行动中，士兵们经常滥杀无辜。查菲评论说：“可以肯定地说，自从北京被占领以来，一个真正的拳民被杀，就有五十个无害的苦力或农场工人，包括不少妇女和儿童，都被杀了”。大多数此類行动是由法国人和德国人进行的。
1901年9月7日，八国联军和中国政府代表李鸿章和庆亲王奕劻达成和议《辛丑条约》。條約要求中国赔款四億五千萬兩銀，分39年付清，年息為四厘，同时要求处决或流放政府中支持拳民者、平毁华北多地的清军军事堡垒和其他防御设施。條約签订10天后，外国占领军离开北京，而公使馆护卫队仍留在使馆区卫戍直至第二次世界大战。
和议既已签订，慈禧太后也于1902年1月7日结束“西狩”、回到北京，尽管清朝恢复对中国的全国统治，但是因为在义和团战争中战败和和议的赔偿和条款被削弱很多。太后和皇帝于1908年去世，清朝也于1911年崩溃。

## 影响
在抗日战争中，日军试图劝降时任国民政府第十七集团军总司令及第八战区副司令长官、穆斯林军人首脑马鸿逵，许以日属穆斯林傀儡政权首脑位置。马鸿逵将军通过宁夏省国民党部书记周百隍回复日军军事参谋长板垣征四郎说他的很多亲戚包括伯父马福禄都在北京之战对八国联军作战时阵亡，而日军在当时占联军的大多数，所以他不会和日本人合作。
第二次世界大战前已和日军作战的马彪在提及自己在义和团战争中服役之事时说：“恨不得马踏倭鬼，给我已死先烈雪仇，与后辈争光”。

## 流行文化
1963年，导演尼古拉斯·雷拍摄了一部历史战争电影《在北京的55天》，讲述了北京之战中发生的事件。
在游戏中，网站ROBLOX上有一个由Melchett's Living History小组以相同标题创作的体验，发生在国际公使馆围攻中。

## 图像

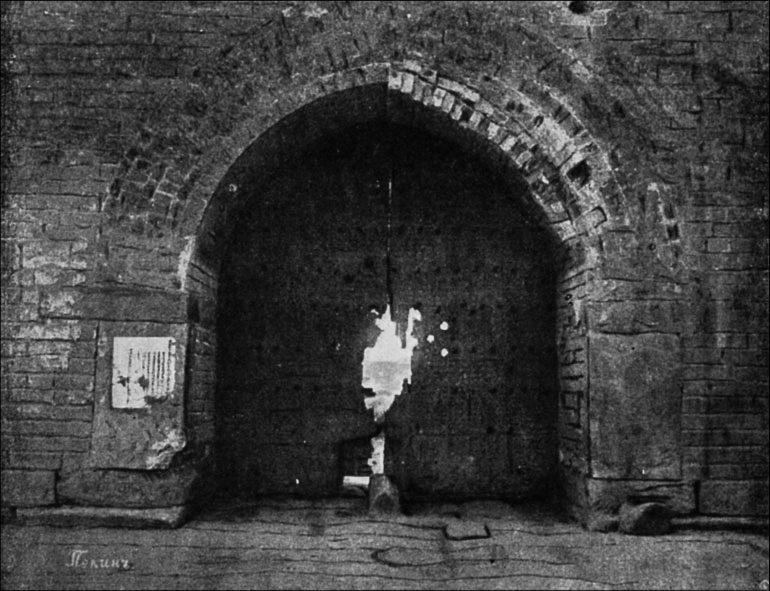
夜间突袭北京期间，城门被俄军加农炮击碎。
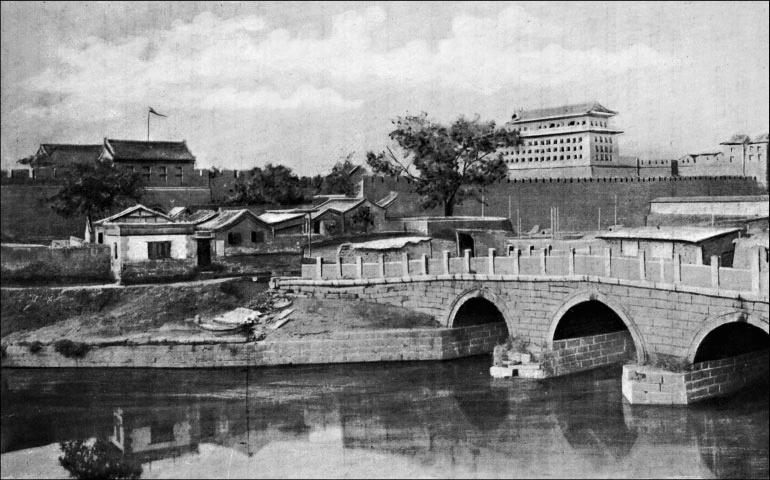
被俄军攻陷的东墙。城门上方的塔楼可见一面俄国旗。
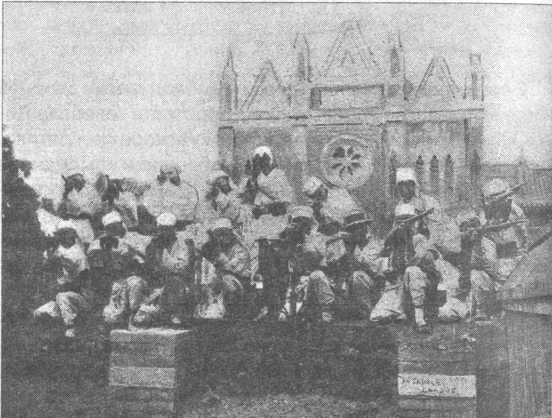
1900年8月，被围2月后，北京北堂的法国天主教教会守军。
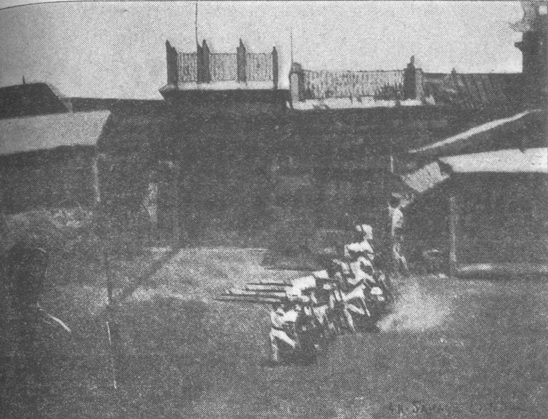
日军步兵向北京城门开火。

## 註
1. ↑  荣禄后来也加入太后的西巡。

## 延伸阅读
- Д.Г.Янчевецкий "У стен недвижного Китая". Санкт-Петербург – Порт-Артур, 1903 (D.G.Yanchevetskiy "Near the Walls of Unmoving China", Sankt-Peterburg – Port-Artur, 1903)
- Daggett, Brig. Gen. Aaron Simon. . Kansas City: Hudson-Kimberly Publishing Company. 1903.
- Fleming, Peter. . New York: Dorset Press. 1959.
- Giles, Lencelot (1970). The Siege of the Peking Legations; A Diary. Edited with introduction, Chinese anti-foreignism and the Boxer uprising, by L. R. Marchant. Nedlands, W.A.: University of Western Australia Press.
- В. Г. Дацышен «Русско-китайская война 1900 года. Поход на Пекин» – СПБ, 1999. ISBN 5-8172-0011-2 (V.G. Datsishen "Russo-Chinese war of 1900. March to Beijing", Sankt-Peterburg, 1999)
- Harrington, Peter (2001). Peking 1900. The Boxer Rebellion. Oxford: Osprey.
- Landor, Arnold Henry Savage.  II. New York: Charles Scribner's sons. 1901.
- Lynch, George. . New York: Longmans, Green & Company. 1901.
- Preston, Diana. . New York: Walker and Co. 1999. ISBN 978-0-8027-1361-2.
- Thompson, Larry Clinton. . Jefferson, North Carolina: McFarland. 8 June 2009. ISBN 978-0-7864-5338-2.
- China's Tragic Years (2001). China's Tragic Years, 1900–1901, Through a Foreign Lens（页面存档备份，存于）.